# Shanate
Shanate är en ort i Mexiko.   Den ligger i kommunen Larráinzar och delstaten Chiapas, i den sydöstra delen av landet, 700 km öster om huvudstaden Mexico City. Shanate ligger 1 921 meter över havet och antalet invånare är 208.
Terrängen runt Shanate är varierad. Runt Shanate är det ganska tätbefolkat, med 166 invånare per kvadratkilometer. Närmaste större samhälle är Larrainzar, 2,5 km sydost om Shanate. Omgivningarna runt Shanate är en mosaik av jordbruksmark och naturlig växtlighet.